# I/O (Peter Gabriel)
I/O (composto come i/o) è il decimo album in studio del musicista rock inglese Peter Gabriel, pubblicato il 1 dicembre 2023 da Real World Records. Si tratta del primo album completo con nuovo materiale originale di Gabriel in oltre 21 anni da Up del 2002, segnando il divario più lungo tra due album in studio nella sua carriera da solista. Inoltre, I/O è il suo album in studio regolare più lungo fino ad oggi.

## Descrizione
I/O era in lavorazione da quasi tre decenni, con la sua produzione iniziale risalente al 1995, più o meno nello stesso periodo in cui Gabriel iniziò a registrare Up. Iniziò a pianificare il seguito di Up già nel 2000 e originariamente aveva intenzione di pubblicarlo nel 2004, ma l'album fu ripetutamente ritardato, rielaborato e ri-registrato in sette studi di registrazione (e in un'arena durante i soundcheck durante il tour con Sting nel 2016) prima del suo completamento nel 2022. Ciò era dovuto al fatto che Gabriel si concentrava su altri progetti come i suoi due album orchestrali Scratch My Back (2010) e New Blood (2011), che contenevano rispettivamente cover di canzoni di altri artisti e riarrangiamenti del suo materiale più vecchio.
A partire dal 6 gennaio 2023, Gabriel ha pubblicato un nuovo singolo ogni luna piena, culminando infine con l'uscita dell'album alla fine dell'anno; questo replica le versioni singole fronte-retro del 2010 per promuovere And I'll Scratch Yours (2013). Ha dichiarato inoltre che pubblicherà più canzoni in questo formato dopo l'uscita dell'album, come What Lies Ahead (come menzionato durante il video di November Full Moon).

## Accoglienza
| Recensione          | Giudizio |
| ------------------- | -------- |
| AllMusic            |          |
| The Daily Telegraph |          |
| The Guardian        |          |
| The Independent     |          |
| Mojo                |          |
| Record Collector    |          |

I/O ha ottenuto il plauso da parte dei critici musicali. Su Metacritic, sito che assegna un punteggio normalizzato su 100 in base a critiche selezionate, l'album ha ottenuto un punteggio medio di 87 basato su ventitré critiche.
Stephen Thomas Erlewine di AllMusic ha scritto: "La costante pubblicazione di singoli non ha alimentato l'attesa per l'I/O - molte delle tracce non sono riuscite a generare molta eccitazione - ma piuttosto ha abituato il pubblico ad ascoltare di nuovo la nuova musica di Peter Gabriel e gli ha permesso di concentrarsi su una canzone alla volta invece di immergersi immediatamente in un album che ha il suo complicato meccanismo. ...In molti modi, l'I/O riprende da dove si era interrotto con Up. Sembra un po' come una reliquia dell'epoca d'oro dell'era dei CD, quando gli album erano concepiti come un'esperienza lunga e continua che mostrava i limiti estremi dell'audio di fascia alta. ... L'approccio familiare aiuta a chiarire che l'I/O rappresenta uno sviluppo emotivo in cui Gabriel è stranamente ottimista alla ricerca di nuovi inizi e scopre un barlume di speranza nell'oscurità." Neil McCormick del The Daily Telegraph ha descritto l'album come "un'epopea tentacolare ma gentile dell'interconnessione di tutto". 
Helen Brown di The Independent ha commentato che "le tracce su i/o crescono dentro l'ascoltatore come semi che germinano". È fantastico riavere Gabriel. James McNair di Mojo ha scritto "i/o è il tipico lavoro tecnico e multimediale di uno dei veri uomini del Rinascimento del rock". Chris Roberts analizzando l'album per Record Collector, ha scoperto che le canzoni "suonano come le canzoni di Peter Gabriel dagli anni '90. Considerate, le strutture cerebrali sono rese accessibili e divertenti da una base di art-funk, con la sua voce ricca e sabbiosa che fornisce emozioni. in abbondanza".

## Tracce
Tutte le tracce sono scritte da Peter Gabriel.
1. Panopticom – 5:13
2. The Court – 4:20
3. Playing for Time – 6:17
4. I/O – 3:52
5. Four Kinds of Horses – 6:47
6. Road to Joy – 5:21
7. So Much – 4:50
8. Olive Tree – 5:59
9. Love Can Heal – 5:59
10. This Is Home – 5:04
11. And Still – 7:41
12. Live and Let Live – 6:46

## Formazione

### Musicisti
- Peter Gabriel - voce, tastiere e programmazione, charango, percussioni, glasspiel, produzione, arrangiamenti
- David Rhodes - Chitarre, chitarra acustica, chitarra a dodici corde  (in "So Much" and "Olive Tree"), cori
- Tony Levin - basso
- Manu Katché - batteria
- Richard Evans - tin whistle, mandolino, produzione, arrangiamenti
- Ged Lynch - percussioni (in "Olive Tree" e "Love Can Heal")
- Tom Cawley – pianoforte (in "Playing for Time")
- Evan Smith – sassofono (in "Olive Tree")
- Josh Shpak – tromba (in "Road to Joy" e "Olive Tree")
- Melanie Gabriel – cori (in "The Court", "Four Kinds of Horses", "So Much", "Love Can Heal" e "Live and Let Live)
- Jennie Abrahamson – cori (in "Love Can Heal")
- Linnea Olsson – violoncello (in "Love Can Heal"), cori (in "Love Can Heal")
- Angie Pollock – sintetizzatore (in "Love Can Heal")
- Brian Eno – sintetizzatore (in "Panopticom", "The Court", "This Is Home" e "Live and Let Live"), campana (in "Panopticom"), percussioni (in "The Court"), programmazione e progressione del ritmo (in "Four Kinds of Horses" e "Road to Joy"), sintetizzatori aggiuntivi (in "Four Kinds of Horses"), chitarra manipolata e ukulele (in "Road to Joy"), programmazione del ritmo (in "Live and Let Live")
- Don-E – basso sintetizzatore (in "Road to Joy")
- Paolo Fresu – tromba (in "Live and Let Live")
- Richard Chappell - programmazione, produzione

## Classifiche

### Classifiche settimanali
| Classifica (2023-2024)    | Posizione massima |
| ------------------------- | ----------------- |
| Australia                 | 20                |
| Austria                   | 3                 |
| Belgio (Fiandre)          | 4                 |
| Belgio (Vallonia)         | 2                 |
| Canada                    | 80                |
| Croazia                   | 6                 |
| Danimarca                 | 25                |
| Finlandia                 | 29                |
| Francia                   | 7                 |
| Germania                  | 2                 |
| Giappone                  | 47                |
| Grecia                    | 50                |
| Irlanda                   | 28                |
| Italia                    | 4                 |
| Nuova Zelanda             | 23                |
| Paesi Bassi               | 5                 |
| Polonia                   | 7                 |
| Portogallo                | 18                |
| Repubblica Ceca           | 89                |
| Regno Unito               | 1                 |
| Regno Unito (downloads)   | 2                 |
| Regno Unito (physical)    | 2                 |
| Scozia                    | 2                 |
| Spagna                    | 19                |
| Stati Uniti               | 99                |
| Stati Uniti (alternative) | 7                 |
| Stati Uniti (independent) | 15                |
| Stati Uniti (rock)        | 13                |
| Svezia                    | 45                |
| Svizzera                  | 2                 |
| Ungheria                  | 27                |

### Classifiche di fine anno
| Classifica (2023) | Posizione massima |
| ----------------- | ----------------- |
| Belgio (Vallonia) | 160               |